# Everybody (album)
Pour les articles homonymes, voir Everybody.
Albums de Logic
Bobby Tarantino (en)
(2016) Bobby Tarantino II (en)
(2018)
Everybody (stylisé ΞVERYBODY) est le troisième album studio du rappeur américain Logic.
Il est publié le 5 mai 2017 par Def Jam Recordings et Visionary Music Group (en).
La production de l'album est confiée à 6ix et à Logic, notamment.
Trois singles sont issus de l'album : Everybody, Black Spiderman (en) et 1-800-273-8255.

## Certifications
| Pays              | Certification | Unités certifiées |
| ----------------- | ------------- | ----------------- |
| Danemark (IFPI)   | Platine       | 20 000            |
| États-Unis (RIAA) | Platine       | 1 000 000         |